# Badetz
Badetz ist ein Ortsteil der Ortschaft Hohenlepte der Stadt Zerbst/Anhalt im Landkreis Anhalt-Bitterfeld in Sachsen-Anhalt, (Deutschland).

## Geografie
Das Dorf Badetz liegt etwa sieben Kilometer südwestlich von Zerbst und ungefähr 2,5 Kilometer südwestlich von Hohenlepte. Nordwestlich der Ortslage verläuft die Landesstraße L149, von der die Kreisstraße K1244 nach Badetz führt. Im Umfeld des Orts bestehen mehrere Gräben, so nordwestlich der Badetzer Hauptgraben und östlich der Badetzer Teichgraben. Nordöstlich liegt der langgestreckte Badetzer Teich. Das Dorf liegt am Rande des Biosphärenreservates Mittelelbe.
Badetz hat 16 Einwohner (Stand 2024).

## Geschichte
Der Ort war ein herzogliches Gut. 1567 ließ Fürst Bernard hier den größten Fischteich Anhalts anlegen. In der Zeit um 1736 wurde das Hauptgebäude des Guts errichtet, dass zur Versorgung von Schloss Friederikenberg diente. Nach Abriss des Schlosses blieb das Gut bestehen und wurde als Domäne betrieben. Das heutige Dorf entstand im Umfeld der Domäne.
Der Grund und Boden gehörte zwei Familien, die nach dem Zweiten Weltkrieg als Großgrundbesitzer enteignet wurden. Bis Ende der 1970er Jahre wurde die ehemalige Domäne von einer LPG genutzt, ab Anfang der 1980er Jahre stand es leer und verfiel. Es wurde beschlossen die Ortslage aufzugeben und alle Gebäude abzureißen. Der Beschluss wurde jedoch nicht umgesetzt. 1990 erwarb Volker Bohnhoff das Gut und auch die Ruine des Gutshauses. Es folgte eine umfangreiche Sanierung und Rekonstruktion. Ab 1994 wurde das Gut dann als Hotel- und Pension betrieben.
Zum 20. Juli 1950 wurde die bis dahin selbständige Gemeinde in das benachbarte Hohenlepte eingemeindet. Gemeinsam mit Hohenlepte wurde Badewitz zum 1. Januar 2010 Teil der Stadt Zerbst.

## Bauwerke
Neben dem Vorwerk Badetz sind auch ein erhaltenes Tor von Schloss Friederikenberg, die Schmiede und ein Wohnhaus als Baudenkmäler im Denkmalverzeichnis des Landes Sachsen-Anhalt eingetragen.